# Zend Studio
Zend Studio je komercijalno objedinjeno programsko okruženje za razvoj (engl. Integrated Development Environment, IDE) za programski jezik PHP, koje je razvila kompanija Zend Technologies. Trenutna verzija ovog programskog okruženja je 5.5.
Pored Zend Servera, tokom 2013. godine Zend Studio je bio raspoređen u preko 40.000 preduzeća.

## Karakteristike
Nove osobine posljednje verzije su sljedeće:
- Sakrivanje dijelova programskog kôda radi veće čitljivosti
- U okruženje je ugrađen paket
- Podrška za  i
- Stavljanje projekta u pogon putem FTP-a, SFTP-a i FTP-a putem SSH protokola
- Okruženje za debagovanje
- Grafički pregled baze podataka koji podržava MySQL, Majkrosoft SQL server, Orakl, PostgreSQL, SQLite i druge
- Omogućena je navigacija kroz projekte i datoteke
- Automatsko dovršavanje započete instrukcije koje podržava Javu
- Podrška za mrežne servise
  - Generisanje WSDL datoteka utemeljenih na PHP datotekama
  - Ugrađivanje WSDL datoteka u servis za automatsko dodavanje započetih instrukcija
- Debagovanje preko mreže (u saradnji sa platformom Zend)

## Spoljašnje veze
- Članak o verziji 5.5 na sajtu Linux.com[мртва веза]